# Nazionale maschile di pallavolo dell'Irlanda
La nazionale maschile di pallavolo dell'Irlanda è una squadra europea composta dai migliori giocatori di pallavolo dell'Irlanda ed è posta sotto l'egida della Federazione pallavolistica dell'Irlanda.

## Risultati

### Competizioni CEV
| 2000 | 10º posto       | Convocazioni |
| 2002 | 7º posto        | Convocazioni |
| 2004 | non qualificata | -            |
| 2007 | non qualificata | -            |
| 2009 | non qualificata | -            |
| 2011 | non qualificata | -            |
| 2013 | non qualificata | -            |
| 2015 | non qualificata | -            |
| 2017 | non qualificata | -            |
| 2019 | non qualificata | -            |
| 2022 | non qualificata | -            |
| 2023 | 6º posto        | Convocazioni |
| 2024 | 5º posto        | Convocazioni |